# Órbita de herradura

Simulación de computador mostrando la órbita de herradura de (3753) Cruithne próximo a la Tierra.

Una órbita de herradura compleja
Sol
Tierra
(419624) 2010 SO16

Una órbita de herradura ocurre cuando un observador en un cuerpo en órbita (tal como la Tierra) observa el movimiento de otro cuerpo en movimiento, cuya órbita es más excéntrica, pero posee aproximadamente el mismo período. Como resultado, el trayecto recorrido por el cuerpo que está siendo observado aparenta ser con forma de vaina de judía.
El trayecto no se cierra, sino que se mueve hacia adelante o hacia atrás cada vez, siendo que el punto por el que el objeto circula aparenta moverse suavemente a lo largo de la órbita de la Tierra en un largo período de tiempo. Cuando el objeto siendo observado se acerca a la Tierra, su dirección aparente cambia. A lo largo de un ciclo entero, el centro dibuja la forma de una herradura, razón por la cual tiene ese nombre.
Varios asteroides, tales como (3753) Cruithne, (419624) 2010 SO16, (54509) YORP, (85770) 1998 UP1, 2002 AA29 y 2003 YN107, son cuerpos cuyas órbitas aparentan tener forma de herradura. Los satélites de Saturno Epimeteo y Jano poseen órbitas de herradura entre sí.
Las órbitas renacuajo ocurren cuando el objeto en órbita de herradura pasa más allá de los puntos de Lagrange L4 y L5 del cuerpo de referencia. A medida que el cuerpo se mueve más cerca o más allá del objeto observante, la gravedad de este hace que el otro cuerpo acelere o desacelere, causando un cambio en su órbita conocido como libración.